# Блекеде
Блекеде (њем. Bleckede) град је у њемачкој савезној држави Доња Саксонија. Једно је од 43 општинска средишта округа Линебург. Према процјени из 2010. у граду је живјело 9.649 становника. Посједује регионалну шифру (AGS) 3355009.

## Географски и демографски подаци
Блекеде се налази у савезној држави Доња Саксонија у округу Линебург. Град се налази на надморској висини од 6 метара. Површина општине износи 140,4 km².

## Становништво
У самом граду је, према процјени из 2010. године, живјело 9.649 становника. Просјечна густина становништва износи 69 становника/km².

## Међународна сарадња
| Мјесто | Држава    | Врста сарадње | Од    |
| ------ | --------- | ------------- | ----- |
| Офе    | Француска | партнерство   | 1978. |
| Извор  |           |               |       |